# Paratmethis
Paratmethis is een geslacht van rechtvleugeligen uit de familie Pamphagidae. De wetenschappelijke naam van dit geslacht is voor het eerst geldig gepubliceerd in 1996 door Zheng & He.

## Soorten
Het geslacht Paratmethis  is monotypisch en omvat slechts de volgende soort:
- Paratmethis flavitibialis (Zheng & He, 1996)